# Трета индо-пакистанска война
Третата индо-пакистанска война е въоръжен конфликт, воден между Индия и Пакистан в периода 3 – 16 декември 1971 г. Избухва по време на войната за независимост в Източен Пакистан и завършва с капитулирането на пакистанските сили в Дака. Военните действия започват с предварително въздушно бомбардиране на 11 индийски военновъздушни бази (операция „Чингис хан“), при което Индия се включва във войната за независимост в Източен Пакистан на страната на бенгалските националистически сили (мукти бахини). Продължила само 13 дни, това е една от най-кратките войни в историята.
По време на войната, въоръжените сили на Индия и Пакистан се сражават едновременно на два фронта: източен и западен. Войната приключва, след като Източното командване на пакистанските въоръжени сили подписва капитулацията си на 16 декември 1971 г. в Дака. Тази дата бележи и образуването на Източен Пакистан в нова независима държава – Бангладеш. Тя се бори за независимостта си от Пакистан още от началото на годината. Над 90 000 пакистански служители са пленени от индийската армия. От тях, между 79 600 и 81 000 са униформени военни, а останалите са цивилни – роднини на военните или техни колаборационисти.
Пакистанските войски и подкрепящите ги ислямистки групировки извършват геноцид срещу местното бенгалско население, избивайки между 300 хиляди и 3 милиона цивилни в Бангладеш. В резултат на конфликта, между 8 и 10 милиона души напускат страната, търсейки убежище в Индия.